# Marian Nowy
Marian Nowy (ur. 5 lutego 1944 w Pawęzowie) – polski dziennikarz. 
Absolwent I Gimnazjum w Tarnowie oraz socjologii w Uniwersytecie Jagiellońskim. Redaktor i publicysta Echa Krakowa i oraz krakowskiego Dziennika Polskiego, w którym m.in. założył i redagował Dziennik Akademicki. Pierwszy redaktor naczelny tygodnika internetowego Polskiej Akademii Umiejętności: „PAUza Akademicka”. Publikował w wielu pismach dotyczących rozwoju nauki i kultury. Autor rozmów telewizyjnych z naukowcami w TVP Kraków. 
Założyciel Kawiarni Naukowej w PAU. Wykładowca dziennikarstwa w kilku uczelniach.
Laureat nagród dziennikarskich, m.in.: Phil Epistémoni – Przyjacielowi Nauki – nagroda Kolegium Rektorów Szkół Wyższych Krakowa (trzykrotnie), Popularyzator Nauki – nagroda PAP i Ministerstwa Nauki i Szkolnictwa Wyższego, Złota Gruszka – nagroda krakowskiego środowiska dziennikarskiego; odznaka prezydenta miasta Krakowa - „Honoris Gratia”.
Członek Stowarzyszenia Polskich Autorów, Dziennikarzy i Tłumaczy w Europie, członek trzech komisji naukowych PAU: Spraw Europejskich, członek Tarnowskiego Towarzystwa Naukowego.